# Dinkata
Dinkata (bulgariska: Динката) är ett distrikt i Bulgarien.   Det ligger i kommunen Obsjtina Lesitjovo och regionen Pazardzjik, i den centrala delen av landet, 90 km sydost om huvudstaden Sofia.
Trakten runt Dinkata består till största delen av jordbruksmark. Runt Dinkata är det ganska tätbefolkat, med 192 invånare per kvadratkilometer.